# Laetesia
Laetesia Simon, 1908 è un genere di ragni appartenente alla famiglia Linyphiidae.

## Distribuzione
Delle 24 specie oggi note di questo genere, ben 23 sono state rinvenute in Oceania (di cui 15 nella sola Nuova Zelanda e sei in Australia). La sola L. asiatica è un endemismo della Thailandia.

## Tassonomia
Dal 2004 non sono stati esaminati esemplari di questo genere.
A giugno 2012, si compone di 24 specie:
1. Laetesia amoena Millidge, 1988 — Nuova Zelanda
2. Laetesia asiatica Millidge, 1995 — Thailandia
3. Laetesia aucklandensis (Forster, 1964) — Isole Auckland
4. Laetesia bellissima Millidge, 1988 — Nuova Zelanda
5. Laetesia chathami Millidge, 1988 — Nuova Zelanda
6. Laetesia distincta Millidge, 1988 — Nuova Zelanda
7. Laetesia egregia Simon, 1908 — Australia occidentale
8. Laetesia forsteri Wunderlich, 1976 — Nuovo Galles del Sud
9. Laetesia germana Millidge, 1988 — Nuova Zelanda
10. Laetesia intermedia Blest & Vink, 2003 — Nuova Zelanda
11. Laetesia leo van Helsdingen, 1972 — Australia meridionale
12. Laetesia minor Millidge, 1988 — Nuova Zelanda
13. Laetesia mollita Simon, 1908[3] — Australia occidentale
14. Laetesia nornalupiensis Wunderlich, 1976 — Australia occidentale
15. Laetesia oceaniae (Berland, 1938) — Nuove Ebridi
16. Laetesia olvidada Blest & Vink, 2003 — Nuova Zelanda
17. Laetesia paragermana Blest & Vink, 2003 — Nuova Zelanda
18. Laetesia peramoena (O. P.-Cambridge, 1879) — Nuova Zelanda
19. Laetesia prominens Millidge, 1988 — Nuova Zelanda
20. Laetesia pseudamoena Blest & Vink, 2003 — Nuova Zelanda
21. Laetesia pulcherrima Blest & Vink, 2003 — Nuova Zelanda
22. Laetesia trispathulata (Urquhart, 1886) — Nuova Zelanda
23. Laetesia weburdi (Urquhart, 1890) — Nuova Zelanda
24. Laetesia woomeraensis Wunderlich, 1976 — Australia meridionale

### Nomina nuda
- Laetesia graciliscapa Blest & Vink, 2003; esemplari femminili, reperiti in Nuova Zelanda. In un lavoro dello stesso Blest del 2004 sono considerati nomina nuda[1]
- Laetesia obscura Blest & Vink, 2003; esemplari femminili, reperiti in Nuova Zelanda. Non essendovi alcuna descrizione, sono da considerare nomina nuda[1]